# Narathura pratti
Narathura pratti är en fjärilsart som beskrevs av Evans 1957. Narathura pratti ingår i släktet Narathura och familjen juvelvingar. Inga underarter finns listade i Catalogue of Life.